# Stemma dei Paesi Baschi
Lo stemma basco (Euskal autonomi erkidegoaren armarria) è lo stemma ufficiale dei Paesi Baschi, comunità autonoma spagnola. È composto da una croce che rappresenta i tre territori storici di Álava, Gipuzkoa e Biscaglia, oltre a un quarto quarto vuoto. Lo stemma è circondato da una corona regale di foglie di quercia, simbolo dell'Arbola di Gernikako. Il quarto quarto costituiva, dalla fine del XIX secolo, le catene intrecciate della Navarra; tuttavia, a seguito di una causa intentata dal Governo della Navarra, che sosteneva l'illegittimità dell'uso dello stemma di una regione sulla bandiera di un'altra, la Corte Costituzionale spagnola ordinò la rimozione delle catene della Navarra con una sentenza del 1986.

## Origine

Lo stemma Laurak Bat utilizzato dal governo basco fino al 1985

Dopo la fine dell'autonomia nel 1839-1841, i governi baschi avviarono un approccio congiunto, mossi dalle preoccupazioni comuni legate alla loro esposizione al centralismo spagnolo. Il movimento si intensificò dopo il 1866 e fu coniato un motto, il "Laurac bat", "i quattro fanno uno", che riecheggiava il "Irurac bat" della Real Compagnia Basca, che a sua volta si cristallizzò in uno stemma comprendente i quattro distretti baschi storici della Spagna (chiamati variamente Province Sorelle, Territori Statutari, Paesi Baschi, Paesi Basco-Navarri, ecc.), a rappresentare i loro legami comuni, come rivendicato in quel periodo dai governi provinciali statutari, o dalla bozza di Statuto dei Paesi Baschi del 1931.
Nel 1936, il Governo Provvisorio di Euzkadi, presieduto dal primo presidente, José Antonio Aguirre, adottò lo scudo con gli stemmi delle tre province di Álava, Gipuzkoa, Biscaglia, comprese nello Statuto del 1936 (le Province Basche, come stabilito nella struttura amministrativa del 1833), e Navarra. Il presidente del governo affermò nel preambolo del Decreto del 19 ottobre 1936, e con ciò approvò, l'emblema e la bandiera che sarebbero stati utilizzati dai Paesi Baschi. Pertanto, lo scudo del Governo di Euzkadi conteneva gli stemmi di Álava, Gipuzkoa, Biscaglia e Navarra in un unico blasone a quattro quarti circondato da una corona di foglie di quercia. Il Governo Provvisorio di Euzkadi dichiarò che "la bandiera deve essere quella che unisce l'unità basca e che l'uso, sempre più frequente nelle terre basche, ha sancito come tale simbolo della loro unità".
Come stemma ufficiale, come quello della Comunità Autonoma Basca del 1936, scomparve dopo la vittoria franchista nella Guerra Civile Spagnola, ma lo stemma continuò a essere utilizzato in modo non ufficiale; fu persino utilizzato nella sua bandiera dal quotidiano di destra filo-ribelle di Donostia, El Diario Vasco, durante la guerra (dati del 2 maggio 1937). Il 2 novembre 1978, il Consiglio Generale del Paese Basco (Consejo General del País Vasco) reintrodusse lo stemma repubblicano, seppur modificato come segue:
1. Nel quadrato di Álava perse il motto "En aumento de la justicia contra malhechores" e furono modificati sia il disegno del castello che quello del braccio con la spada.
2. Nel quadrato di Biscaglia, i lupi dello stemma della casa di Haro furono soppressi nel 1986 e il campo cambiò da rosso ad argento, la bordura da argento a oro, le croci da semplice a rosso e la terrazza, o campo, da semplice a marrone.
3. Nel quadrato di Gipuzkoa, il campo passò dall'argento all'oro e il terreno (la "terrazza") fu rimosso, lasciando solo gli alberi e le onde.
4. Il quarto quadrato un tempo conteneva le catene intrecciate della Navarra; tuttavia, a seguito di una causa intentata dal governo della Navarra, che sosteneva l'illegalità dell'uso dello stemma di una regione sulla bandiera di un'altra, la Corte Costituzionale spagnola costrinse il governo basco a rimuovere le catene della Navarra, mantenendo lo sfondo rosso.

Nel 1991 il governo basco standardizzò i colori utilizzati nello scudo.
I nazionalisti baschi, ma non solo, hanno utilizzato uno stemma basco non riconosciuto ufficialmente, lo Zazpiak Bat. Si è sostenuto che differisca da quello originale per essere diviso in sei quadrati e per l'inclusione dello stemma delle regioni basche francesi. La parola "Zazpiak bat" fu coniata da Antoine Thomson d'Abbadie alla fine del XIX secolo.

## I quadrati dello stemma

Lo stemma di Álava simboleggia l'indipendenza della provincia, con il braccio destro pronto a combattere i nemici.
Nello stemma di Gipuzkoa, lo champagne simboleggia il Golfo di Biscaglia e gli alberi la divisione tripartita della provincia.
L'Arbola di Gernikako è raffigurata nello stemma della Biscaglia a testimonianza della sua importanza.
Il quarto quadrato dello stemma basco un tempo raffigurava le catene intrecciate della Navarra.
Ora è completamente rosso.

## Voci corellate
- Ikurrina
- Zazpiak Bat
- Armoriale della Spagna